# Archibald Campbell (7e comte d'Argyll)
Pour les articles homonymes, voir Archibald Campbell et Campbell.
Archibald Campbell dit Archibald le Sévère (vers 1575-1638), 7e comte d'Argyll, est un homme politique et chef militaire écossais.
Il est le fils de Colin Campbell, 6e comte d'Argyll, et d'Agnès Keith. Il se convertit au catholicisme, bien qu'en 1594, il commande les troupes royales lors de la bataille de Glenlivat contre les rebelles catholiques, particulièrement les Gordon de Huntley. En 1619, il laisse ses biens à son fils, Archibald Campbell. Il est fait chevalier de l'Ordre de la Toison d'or en 1624. Il avait pour parent William Alexander, 1er comte de Stirling.